# 2021年广州保安捅人事件
2021年广州保安捅人事件是2021年11月13日在中华人民共和国广东省广州市天河路的一个停车场出入口发生的一起故意杀人案，停车场保安与奔驰车车主发生争执后，保安持刀行凶，将车主捅伤在地，致其经抢救无效后身亡。因为受害者是开奔驰车的缘故，所以该案在中国互联网上引起了较大的关注。

## 事件经过
涉事保安当天从事该停车场的防疫工作，奔驰车车主在进入停车场停车时，车速过快，差点撞到保安，保安敲打了一下车主的窗户，提醒车主注意，可是车主和他的妻子却骂保安：“撞死你又怎么样？一个看门狗”。保安没有控制住自己的情绪，狠狠的拍打了一下车门，车主下车检查车的损伤，一些新闻称，车主在下车检查车的损伤的同时，还把保安按在了地上，其妻在旁叫嚣要投诉保安，让保安所属公司开除他，并且补偿自己的损失。
随着车主和其妻子骂的话越来越难听，保安掏出匕首，向车主刺去，车主被刺中后仍与妻子一起和保安对骂，半个小时后不省人事，经抢救无效死亡。

## 审判
2021年11月14日，广州天河公安在微博上发布通报：11月13日19时许，天河路一停车场出入口发生因停车场管理纠纷而引发的故意伤害案件，伤者刘某（男，39岁）经抢救无效死亡，犯罪嫌疑人华某（男，39岁）已经被天河警方控制。目前，案件正在进一步侦办中。